# Fette Sandratte
Die Fette Sandratte (auch Dicke Sandratte oder Sandrennmaus) (Psammomys obesus) ist ein Nagetier, das in den Sandwüsten von Algerien bis Saudi-Arabien vorkommt.

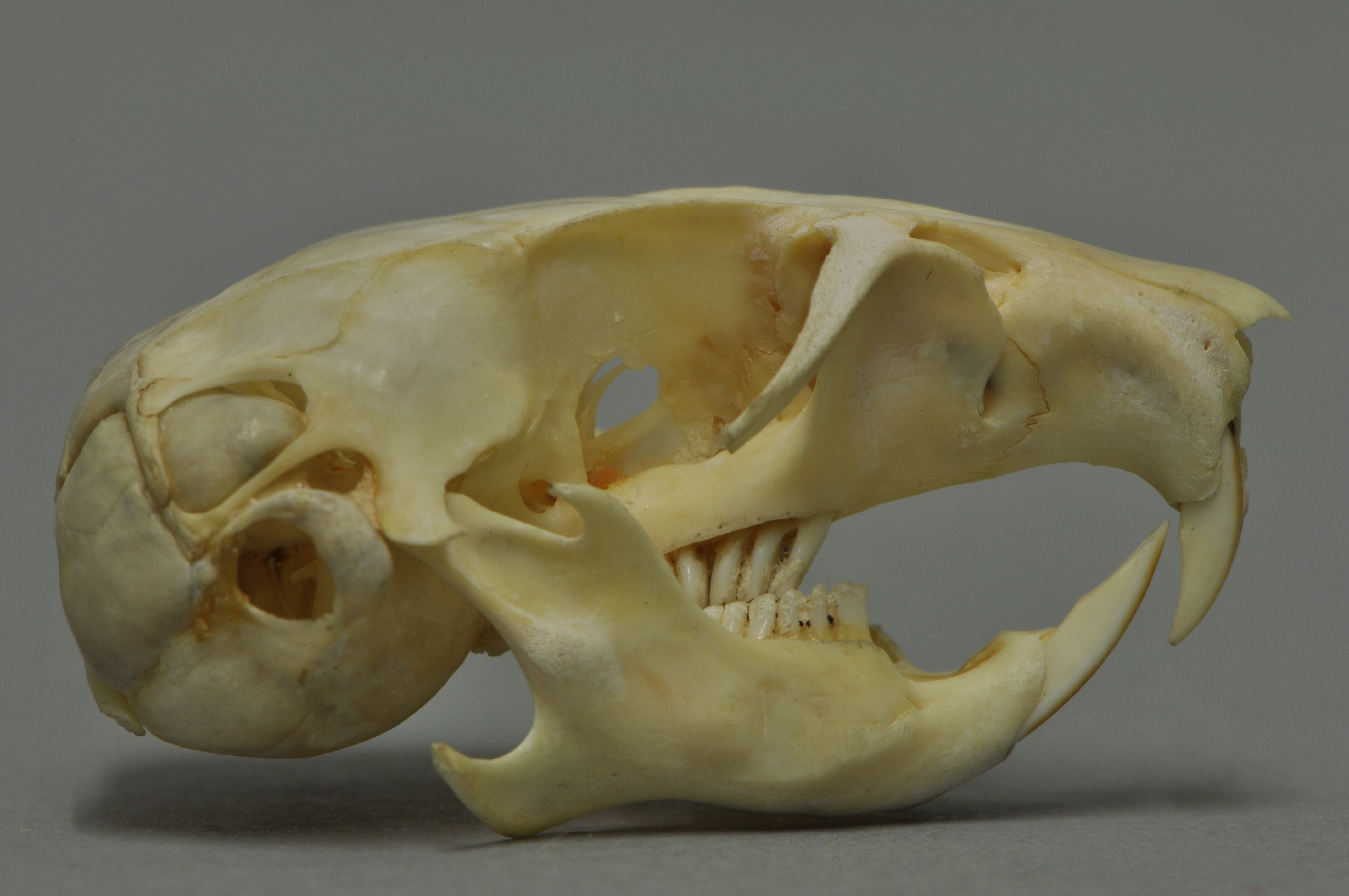
Schädel (Sammlung Museum Wiesbaden)

Sie erreichen eine Kopf-Rumpf-Länge von 14 bis 18,5 cm und eine Schwanzlänge von 12 bis 15 cm und wiegen 80 bis 200 g. Sie sind ausgesprochene Ernährungsspezialisten und ernähren sich überwiegend von Blättern und Stängeln von sukkulenten, salzhaltigen Gänsefußgewächsen (Daly & Daly 1973). Wenn sie mit energiereichem Futter ernährt werden, neigen Sandratten zu Diabetes mellitus.
Sandratten sind sowohl tag- als auch nachtaktiv.
Mehrmals im Jahr bringen die Weibchen jeweils 3 bis 5 Junge in einem extra dafür gegrabenen Bau zur Welt.